# HMS Cormorant (1842)
HMS Cormorant foi um navio da categoria sloop-of-war de batalha da Marinha Real Britânica. Lançado ao mar em 1842, a Royal Navy desmantelou esta "edição" do Cormorant no ano de 1853. 
Seu peso era de aproximadamente 1 400 toneladas e o armamento era composto por seis peças de artilharia. Era uma embarcação a vapor, construído em madeira e movido por rodas de pás, uma em cada bordo, e velame tradicional.

## História
O Cormorant, juntamente com o HMS Rifleman, foram os dois navios da Marinha Real que atuaram mais próximos da costa brasileira, em meados do século XIX, no serviço de patrulha e repressão ao tráfico negreiro, obedecendo à lei Bill Aberdeen.
No final de 1849, o Lord Palmerston, comandando o Foreign Office, ordenou que a lei Bill Aberdeen fosse aplicada com rigor na costa brasileiro e ao receber suas novas instruções, o comandante do HMS Cormorant, o capitão Hubert Schumberg, iniciou a patrulha da costa sulamericana a partir do Rio da Prata, base dos navios ingleses.
Em 8 de janeiro de 1850, o navio aprisionou e incendiou o brigue-barca brasileiro Santa Cruz nas proximidades da Ilha de Alcatrazes, litoral paulista.
Em 1 de julho de 1850, entrou em batalha com a Fortaleza de Nossa Senhora dos Prazeres de Paranaguá no fato histórico conhecido como “Incidente de Paranaguá”. Neste episódio, foi avariado, mas mesmo assim o capitão Schumberg incendiou os brigues Donna Ana e Sereia e confiscou a galera Campeadora que foi levada para Serra Leoa, na África.